# Schuurpapier
Schuurpapier bestaat in de regel uit scherpe kantige deeltjes in verschillende fijnheid van een harde stof, bijvoorbeeld glas, granaat of carborundum, gelijmd op papier of linnen. Het wordt gebruikt om te schuren, ofwel wat materiaal van oppervlakken af te nemen, met name om een gladder oppervlak te krijgen voor schilderwerk, lakwerk of oppervlakte-analyse, maar ook om een glad oppervlak op te ruwen voor verlijming of om wat materiaal op gecontroleerde wijze te verwijderen, bijvoorbeeld het verwijderen van oude verflagen.

## Geschiedenis
De eerste vermelding van schuurpapier betreft het 13e-eeuwse China waar geplette schelpen, zaden en zand met natuurlijke gom op perkament werden geplakt. Op 14 juni 1834 verkreeg Isaac Fischer jr. uit Springfield (Vermont) vier patenten op schuurpapier. Zijn schuurpapier kon alleen droog worden gebruikt, en het stof veroorzaakte loodvergiftiging bij de arbeiders die ermee moesten werken. De Minnesota Mining and Manufacturing Company, tegenwoordig bekend als 3M, vond begin jaren twintig van de 20e eeuw schuurpapier uit dat ook voor nat schuren kon worden gebruikt. In het verleden werden natuurlijke materialen als puimsteen en haaienvel gebruikt om de ondergrond op te ruwen. De uitdrukking "afhaaien", die door oudere schilders nog veelvuldig wordt gebruikt, is hiervan afkomstig.
Eerder werd schaafstro gebruikt voor het schuren.

## Soorten schuurpapier

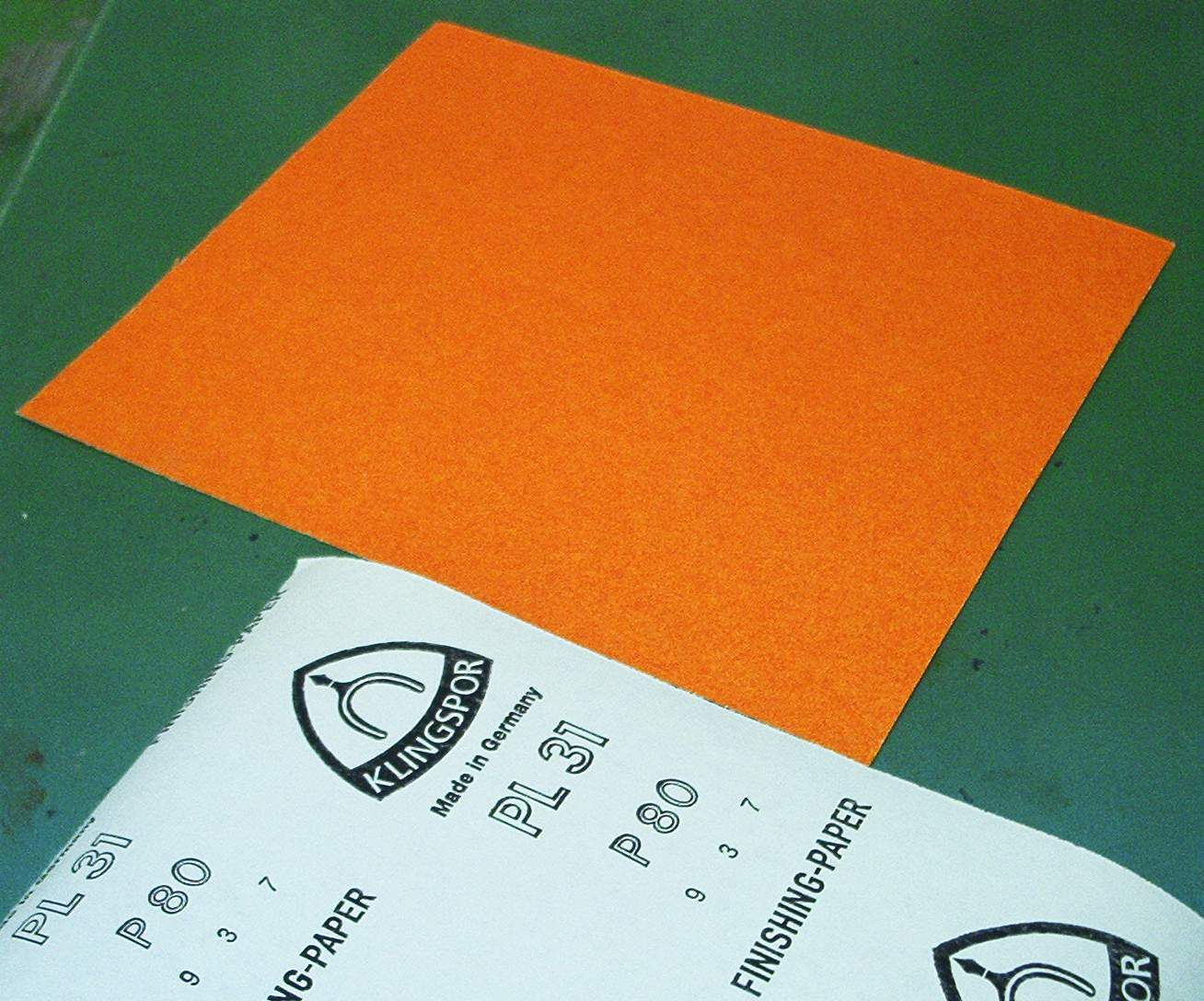
Voor en achterzijde van een vel schuurpapier

Er zijn talloze soorten schuurpapier, afhankelijk van de toepassing, waarbij er onderscheid bestaat 
- in de gebruikte onderlaag: papier, kunststof, textiel (dit laatste wordt dan vaak schuurlinnen genoemd).
- in de gebruikte lijmsoort: (vooral of deze watervast is of niet; watervaste lijm en onderlaag kunnen bij natschuren worden gebruikt, anders is het schuurpapier alleen voor droogschuren geschikt).
- in de korrelgrootte van het slijpmiddel: meestal aangeduid met een getal, waarbij een hoger getal een fijner schuurpapier aangeeft: 24 of 40 is grof, 600 is fijn; voor toepassing in de metaallakindustrie zijn fijnheden tot 12.000 verkrijgbaar. Het getal komt van het zeven van het materiaal. Theoretisch is de diameter van de korrel als volgt: per vierkante inch delen door de P maat in het kwadraat is de korreldiameter. Bij korrel P80 is dus de korreldiameter 25,4 mm x 25,4 mm / (80 x 80) = 0,1008 mm diameter.
- in het materiaal van het slijpmiddel: van scherp zand of glaspoeder (het Engelse woord voor schuurpapier is nog steeds sandpaper) tot het veel hardere korund of het zeer harde carborundum.
- in de vorm van de drager: gewone schuurpapiervellen, of op maat gesneden voor de schuurzool van de elektrische schuurmachine of in de vorm van banden voor de bandschuurmachine.
- in de dichtheid van het slijppoeder op de onderlaag: met name bij machinaal schuren moeten de korrels niet te dicht op elkaar zitten, omdat dan de ruimte ertussen snel vol gaat zitten met schuurstof waardoor het papier snel onbruikbaar wordt.

## Muzikaal gebruik
- De Koreaanse componiste Cho Eun-hwa schrijft schuurpapier voor in haar orkestpartituur "Agens" (2008) voor orkest en viool. Dit was het verplichte werk in de finale van de Koningin Elisabethwedstrijd 2009. Het schuurpapier wordt "bespeeld" door een slagwerker.
- In zijn muziekstuk "Sandpaper Ballet" uit 1954 schreef Leroy Anderson ook al schuurpapier voor.